# Municipio de Leon (condado de Clearwater)
El municipio de Leon (en inglés: Leon Township) es un municipio ubicado en el condado de Clearwater en el estado estadounidense de Minnesota. En el año 2010 tenía una población de 345 habitantes y una densidad poblacional de 3,72 personas por km².

## Geografía
El municipio de Leon se encuentra ubicado en las coordenadas 47°43′14″N 95°22′59″O / 47.72056, -95.38306. Según la Oficina del Censo de los Estados Unidos, el municipio tiene una superficie total de 92.62 km², de la cual 91,71 km² corresponden a tierra firme y (0,99 %) 0,91 km² es agua.

## Demografía
Según el censo de 2010, había 345 personas residiendo en el municipio de Leon. La densidad de población era de 3,72 hab./km². De los 345 habitantes, el municipio de Leon estaba compuesto por el 97,1 % blancos, el 1,74 % eran amerindios, el 0,58 % eran asiáticos y el 0,58 % eran de una mezcla de razas. Del total de la población el 0 % eran hispanos o latinos de cualquier raza.